# Nadhim Zahawi
Nadhim Zahawi, född 2 juni 1967 i Bagdad, Irak, är en brittisk politiker (konservativ). Han var Storbritanniens finansminister juli–september 2022 och sitter i det brittiska parlamentet för valkretsen Stratford-on-Avon. Zahawi är en av grundarna till marknadsundersökningsföretaget YouGov. Sedan oktober 2022 är han minister utan portfölj och Konservativa partiets partisekreterare.

## Bakgrund
Zahawi föddes i en feylikurdisk överklass familj i Bagdad och flydde till Storbritannien 1976 som nioåring sedan Ahmad Hasan al-Bakr och Saddam Hussein kommit till makten i Irak.
Tillsammans med Stephan Shakespeare grundade han research- och analysföretaget YouGov 2000 och var mellan 2005 och 2010 dess VD.

## Politisk karriär
Zahawi tillhör det konservativa partiet och valdes in som ledamot i det brittiska parlamentet för Stratford-on-Avon i Warwickshire vid parlamentsvalet 2010, med 26 052 röster (51,5 procent). Han återvaldes 2015 med 29 674 röster (57,7 procent), 2017 med 33 657 röster (62,9 procent) och på nytt 2019 med 33 343 röster (60,6 procent).
2018 tog han plats i Theresa Mays regering som minister för barnfrågor. När Boris Johnson efterträdde May som premiärminister i juli 2019 utsågs Zahawi till minister för näringslivs-, energi- och industrifrågor. 2020 fick han även ansvar för regeringens hantering av coronaviruspandemin. Efter Johnsons regeringsombildning i september 2021 fick Zahawi åter en ny roll, nu som utbildningsminister.
Den 5 juli 2022 avgick Rishi Sunak som Storbritanniens finansminister och samma dag utsågs Zahawi till hans efterträdare.